# Мусси (Валь-д’Уаз)
Мусси (фр. Moussy) — муниципалитет во Франции, в регионе Иль-де-Франс, департамент Валь-д'Уаз. Население — 113 человек (1999).
Муниципалитет расположен на расстоянии около 45 км северо-западнее Парижа, 16 км северо-западнее Сержи.

## Демография
Динамика населения (Cassini и INSEE):